# Free (canção de Estelle)
"Free" é o segundo single solo da cantora e compositora britânica Estelle, tirado de seu álbum de estréia The 18th Day. A canção conta com a participação do rapper Megaman do So Solid Crew. 
Lançado em 4 de outubro de 2004, o single alcançou a 15ª posição na UK Singles Chart e foi o segundo single de Estelle a chegar ao top 20. O single foi menos bem sucedido que o seu precessor na ARIA (parada oficial da Austrália. Conseguindo apenas a 49ª posição. É o último single do álbum lançado na Austrália.

## Formatos e faixas
CD 1 (Reino Unido)
1. "Free" (featuring Megaman)
2. "Freedom" (featuring John Legend)

CD 2 (Reino Unido)
1. "Free" (featuring Megaman)
2. "Freedom" (featuring John Legend)
3. "Change Is Coming"

CD (Austrália)
1. "Free" (featuring Megaman)
2. "Freedom" (featuring John Legend)
3. "Change Is Coming"
4. "Free" (Girls remix)

## Desempenho nas paradas
| Parada (2004)                | Melhor posição |
| ---------------------------- | -------------- |
| Reino Unido UK Singles Chart | 15             |
| Irlanda Irish Singles Chart  | 50             |
| Austrália ARIA Singles Chart | 49             |